# 부령군
부령군(富寧郡)은 함경북도 북부에 있는 군이다.

## 지리
지형은 대부분 산악 지대이며, 해발 1,754m인 고성산이 가장 높다. 강으로는 청진시로 흘러드는 수성천이 있다.
북쪽은 회령시, 동쪽과 남쪽은 청진시, 서쪽은 무산군과 접한다. 한때 청진시의 일부였으나, 1985년에 청진시 부령구역을 부령군으로 개편했다.
군 면적의 약 90%가 삼림 지대로, 담비, 불곰, 아무르 표범과 같은 희귀종 동물이 서식한다. 기후는 해양성 기후와 대륙성 기후의 영향을 모두 받고 있다.

## 역사
| Daedongyeojido (Gyujanggak) 02-03.jpg | Daedongyeojido (Gyujanggak) 02-02.jpg |
| Daedongyeojido (Gyujanggak) 03-03.jpg | Daedongyeojido (Gyujanggak) 03-02.jpg |

일제강점기까지의 부령군은 현재의 청진시의 대부분을 포함해 바다로 접한 큰 군이었다.
삼국시대에는 고구려의 영역이었고 이후 발해가 이 곳을 통치했다. 발해의 멸망 후에는 여진족의 영역이 되었고 고려·조선과 여진족간의 세력 다툼의 장이 되었다. 고려말에는 석막(石幕)성으로 불렸다. 조선의 세종은 이곳 동량(東良)이 북여진이 왕래하는 요충지라 하여 처음으로 영북진(寧北鎭)을 설치하였으니 이른바 6진 개척의 하나다.
대한제국 때 부령군의 일부였던 청진이 개항지가 되었다. 일제강점기에는 함경북도에 속했다.
- 1398년 - 석막성으로 불렸다.
- 1431년 - 석막성에 녕북진이 설치되어 절제사가 경성군을 겸했다.
- 1449년 - 부거현(富居縣)을 폐지하고 민호를 석막으로 옮겼으며, 부거현의 굴포(堀浦) 이서와 회령부의 전괘현(錢掛峴) 이남 및 황절파(黃節坡) 이북을 떼어 여기에 붙여 명칭을 부령이라 하고 도호부로 승격시켰다.
- 1895년 - 부령군이 되었다.
- 1908년 - 청진이 개항지가 되었다.
- 1910년 - 청진부로 승격되었다.
- 1914년 - 청진부 중 개항장 외 지역을 관할로 부령군이 설치, 분리되었다.
- 1949년 - 련천면·부거면·삼해면·관해면이 신설된 나진군에 편입되었다.
- 1952년 12월 - 북한 당국의 군면리 대폐합으로 부령군이 재편되었다(1읍 18리).
- 1960년 10월 - 부령군이 청진시에 편입되어 부령구역·송평구역이 되었다.
- 1970년 7월 - 부령구역이 함경북도 소속으로 돌아와 부령군이 되었다.
- 1972년 7월 - 부령군이 다시 청진시에 편입되어 부령구역이 되었고 일부 지역은 청암구역이 되었다.
- 1985년 12월 - 부령구역이 다시 함경북도 소속으로 돌아와 부령군이 되었다.

## 경제
철공업, 광공업, 전기 발전이 주요 산업이다. 금과 구리, 석회석 등이 매장되어 있다. 밭농사를 중심으로 한 농업과 양잠업도 행해진다. 특산물로 송이버섯이 많이 난다.

## 교통
철도 교통은 함북선과 무산선이 지나며, 도로 교통도 이용된다.

## 문학 속의 부령군
조선 후기 학자인 김려가 부령에 유배되어 4년간 머무르면서 그곳 여러 사람들과 나눈 우정을 기억하며 지은 〈사유악부〉가 있다. 그가 남긴 《담정유고》(潭庭遺藁)에 실려 있으며, 악부 290수를 모은 책이다. 박혜숙이 1996년에 그 가운데 165수를 뽑아 번역해 책으로 펴냈다.
모든 악부는 “問汝何所思 所思北海湄”하는 구절로 시작하여 7언 10구가 이어진다. 시작 구절을 한국어로 옮기면 “그대 무엇을 생각하는가? 북쪽 바닷가를 생각하네”이다.

## 행정 구역
1985년 청진시에서 분할될 때, 부령1동과 부령2동이 합해져 부령읍이 되었고, 고무산동은 고무산로동자구로 개편되었으며, 현재는1읍 3구 5리가 있다.
- 부령읍 (富寧邑)
- 고무산로동자구 (古茂山勞動者區)
- 무수로동자구 (舞袖勞動者區)
- 석막로동자구 (石幕勞動者區)
- 창평리 (倉坪里)
- 최현리 (最賢里)
- 형제리 (兄弟里)
- 금강리 (金降里)
- 사하리 (沙河里)

## 같이 보기
- 조선민주주의인민공화국의 지리
- 조선민주주의인민공화국의 행정 구역